# Oest-Nera
Oest-Nera (Russisch: Усть-Нера) is een nederzetting met stedelijk karakter in het zuiden van de Russische Oost-Siberische autonome republiek Jakoetië, gelegen op 5 kilometer van de oever van de samenloop van de Nera met de Indigirka in het Tsjerskigebergte op 865 kilometer ten noordoosten van Jakoetsk (per vliegtuig). Het is de grootste plaats en het bestuurlijk centrum van de oeloes Ojmjakonski. De naam is afkomstig van de oever (Oest) van de rivier de Nera.
De plaats werd gesticht tijdens de Tweede Wereldoorlog voor het onderzoek naar en de exploitatie van de goudertslagen in de regio. In 1950 kreeg het de status van nederzetting met stedelijk karakter.
Het inwoneraantal bedroeg bij de volkstelling van 2002 9.457 inwoners tegen 12.700 bij de volkstelling van 1989. De bevolking bestaat voor een deel uit ex-Goelagdwangarbeiders en voor een deel uit mensen die hier vrijwillig heen getrokken zijn (in de Sovjettijd vaak leden van de Komsomol). De lokale industrie is gericht op de goudwinning en houdt zich onder andere bezig met het onderhoud aan mijnbouwmachines en de prospectie van goud. De stad heeft een luchthaven en een wegverbinding met Magadan en Jakoetsk (1491 kilometer) in de vorm van de zogenoemde Bottenweg, die werd aangelegd door de Goelagdwangarbeiders, maar nu echter sterk in verval is geraakt. De plaats ligt in de buurt van Ojmjakon, waar (hetzij eigenlijk in het zuidelijkere dorp Tomtor) de laagste temperaturen van het noordelijk halfrond zijn gemeten. Er is sprake van kleinschalig toerisme in het gebied.